# Драмедија
Драмедија је телевизијски и филмски жанр настао стапањем комедије и драме па се неретко назива и комедија-драма. Драмедија је подврста трагикомедије. Може се рећи да је то трагикомедија са нагласком на комичном.

## Сличности и разлике драмедије и других сличних жанрова
Драмедија је новији поджанр трагикомедије који је по некима наследник комедије. У питању је хибридни жанр зато што је настао мешањем већ постојећих филмских жанрова. Потреба за новом жанровском одредницом се појавила 1986. када је телевизијска серија Moonlighting била номинована за награду коју додељује Directors Guild of America и у категорији најбоље драме и у категорији најбоље комедије. Било је уобичајено да телевизијске комедије трају 30 минута а драме сат времена, али то правило није довољно па не може да послужи у разграничењу ова два жанра. Неке комедије, осим комичног квалитета, понекад имају и озбиљне делове заплета и/или дијалога или граде свој хумор на озбиљном или трагичном, те су због тога сличније драми. Међутим, због нагласка на комичном оне не могу да се подведу под чисто драмски жанр. С друге стране, пошто се трагикомедија често поистовећује са трагедијом са срећним крајем којој су заплет и дијалози претежно трагични, драмедија је погодан жанр да боље опише филмове или телевизијске серије којима један од примарних циљева јесте да забави и насмеје гледаоце али то не чини као комедија, само кроз хумор, већ мешавином хумора и озбиљног елемента. У драмедији могу бити заступљене све врсте хумора, од благих шала до црног хумора, ироније, сарказма и пародије. 

## Примери жанра

### Филмови
- Доручак код Тифанија (Breakfast at Tiffany's)
- Едвард Маказоруки (Edward Scissorhands)
- Tелма и Луиз (Thelma & Louise)
- Труманов шоу (The Truman Show)
- Јуно (Juno)
- Америчка лепота (American Beauty)
- Амадеус (Amadeus)
- Вечни сјај беспрекорног ума (Eternal Sunshine of the Spotless Mind)
- Ђаво носи Праду (The Devil Wears Prada)[5]
- Чудо (Wonder)

### Телевизија
- Бесрамници (Shameless)
- Доктор Хаус (House)
- Манк (Monk)
- Очајне домаћице (Desperate Housewives)[6]